# 대결투 (1971년 영화)
《대결투》(大決鬥, The Duel)는 홍콩에서 제작된 장철 감독의 1971년 액션, 드라마 영화이다. 적룡 등이 주연으로 출연하였다.

## 출연
- 적룡
- 강대위
- 진관태